# Thoradonta centropleura
Thoradonta centropleura är en insektsart som beskrevs av Podgornaya 1994. Thoradonta centropleura ingår i släktet Thoradonta och familjen torngräshoppor. Inga underarter finns listade i Catalogue of Life.